# Сан-Божё
Сан-Божё (фр. Sens-Beaujeu) — коммуна во Франции, находится в регионе Центр. Департамент — Шер. Входит в состав кантона Сансер. Округ коммуны — Бурж.
Код INSEE коммуны — 18249.

## География

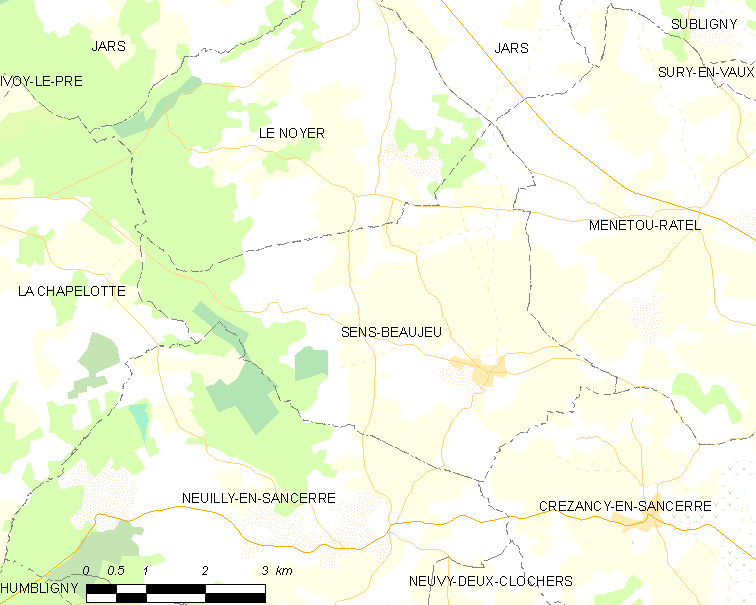
Карта коммуны

Коммуна расположена приблизительно в 175 км к югу от Парижа, в 90 км юго-восточнее Орлеана, в 36 км к северо-востоку от Буржа.
По территории коммуны протекает река Содр.

## Население
Население коммуны на 2008 год составляло 435 человек.
| 1962 | 1968 | 1975 | 1982 | 1990 | 1999 | 2008 |
| ---- | ---- | ---- | ---- | ---- | ---- | ---- |
| 431  | 511  | 444  | 430  | 398  | 377  | 435  |

## Экономика
В 2007 году среди 238 человек в трудоспособном возрасте (15-64 лет) 177 были экономически активными, 61 — неактивными (показатель активности — 74,4 %, в 1999 году было 64,2 %). Из 177 активных работали 166 человек (100 мужчин и 66 женщин), безработных было 11 (5 мужчин и 6 женщин). Среди 61 неактивных 15 человек были учениками или студентами, 25 — пенсионерами, 21 были неактивными по другим причинам.

## Достопримечательности
- Замок Божё (XVI век). Исторический памятник с 1981 года[3]
- Церковь Сен-Капре (XIII век)
- Два феодальных мотта
- Две водяных мельницы